# Rio Botuş
O Rio Botuş é um rio da Romênia afluente do Rio Moldova, localizado no distrito de Suceava.